# Адмиралтейская коса
Адмиралте́йская коса́ — один из исторических районов Астрахани, расположен в Кировском административном районе города к востоку от Волги, к югу от Косы и к северу от Эллинга. Ограничен набережной Приволжского затона, улицей Бабёфа, проспектом Губернатора Анатолия Гужвина и переулком Щёкина.
С 1993 года исторический район имеет статус охраняемого памятника градостроительства регионального значения.
До революции улицы района, проходящие с юга на север параллельно Волге, назывались 1-й, 2-й, 3-й и 4-й Адмиралтейской. В раннесоветский период они были переименованы в честь известных французов — Бабёфа, Сен-Симона, Одена и Меньё. Улицы, названные в честь двух последних, затем сменили название ещё раз, став Рабочей и Баррикадной.

## Застройка
Основу исторической застройки района составляют малоэтажные здания дореволюционного периода, в том числе деревянные, среди них значительное количество памятников архитектуры.